# Thành phần thứ ba
Thành phần thứ ba hay Lực lượng thứ 3 là cụm từ được dùng để chỉ lực lượng chính trị ở miền Nam Việt Nam trong chiến tranh Việt Nam không ủng hộ chính quyền Việt Nam Cộng Hòa hay Chính phủ Cách mạng Lâm thời. Lực lượng này tranh đấu cho hòa bình và kêu gọi hòa giải, hòa hợp dân tộc.

## Lịch sử

### "Lực lượng thứ ba"
Jean-Claude Pomonti, một phóng viên báo Le Monde, Pháp, cho là tên gọi "lực lượng thứ ba" đã được dùng vào năm 1960, sau khi một nhóm 18 chính khách Caravelle đối lập với chính quyền Ngô Đình Diệm, nhưng cũng chống Cộng, đưa ra một bản tuyên ngôn đòi ông Diệm cải tổ chính quyền. Theo ông André Menras, một giáo viên người Pháp, người đã treo cờ của Mặt trận Dân tộc Giải phóng miền Nam Việt Nam lên tượng Thủy quân Lục chiến trước Hạ nghị viện của Việt Nam Cộng hòa ở Sài Gòn, nói rằng một lực lượng thứ ba là "một phong trào hòa bình đã hình thành và lớn mạnh từ năm 1963 trong cuộc đấu tranh chống các chính sách của Ngô Đình Diệm."

### "Thành phần thứ ba"
Tên gọi "thành phần thứ ba" thì theo ký giả Jacques Decornoy của báo Le Monde đã xuất hiện vào mùa thu năm 1969 với một nhóm người chống chính quyền Nguyễn Văn Thiệu và đi theo hướng hòa giải dân tộc mà ông Dương Văn Minh được coi là đại diện.
Tên này được bắt đầu chính thức dùng là do đề nghị của chính phủ miền Bắc tại hòa đàm Paris về thành lập một chính phủ liên hiệp gồm ba thành phần, và khi Hiệp Định được ký ở Paris cuối tháng 1 năm 1973 thì điều 12 của Hiệp Định này có nói đến việc thiết lập một "Hội đồng quốc gia hòa giải và hòa hợp dân tộc gồm ba thành phần ngang nhau".

## Một số nhân vật nổi bật
- Dương Văn Minh: đại tướng Quân lực Việt Nam Cộng hòa và là Tổng thống Việt Nam Cộng hòa cuối cùng
- Dương Văn Ba: cựu Thứ trưởng Bộ Thông tin Chính phủ Việt Nam Cộng hòa
- Hồ Ngọc Nhuận: nhà báo tờ Tia Sáng
- Lý Chánh Trung: cựu Giám đốc Nha Trung học Công Lập
- Lý Quí Chung: Tổng trưởng Bộ Thông tin cuối cùng
- Phạm Thị Thanh Vân: luật sự
- Nguyễn Đình Đầu: học giả nghiên cứu về địa lý và lịch sử
- Nguyễn Hữu Có: trung tướng và cựu Tổng Tham mưu trưởng Quân lực Việt Nam Cộng hòa
- Nguyễn Hữu Hạnh: chuẩn tướng và cựu Phụ tá Tổng Tham mưu trưởng Quân lực Việt Nam Cộng hòa
- Nguyễn Ngọc Lan: giáo sư văn khoa
- Nguyễn Văn Huyền: Chủ tịch Thượng viện Việt Nam Cộng hòa đầu tiên
- Nguyễn Thành Nam: nhà sáng lập Đạo Dừa
- Stêphanô Chân Tín: linh mục Công giáo và nhà báo
- Vũ Văn Mẫu: cựu Bộ trưởng Ngoại giao và Thủ tướng Việt Nam Cộng hòa cuối cùng

## Nhận xét
- Cố Thủ tướng Võ Văn Kiệt cho rằng: "Theo tôi, đã đến lúc ta phải nhìn nhận công lao, sự đóng góp to lớn của các tầng lớp người Việt yêu nước từng sống trong lòng chế độ cũ, hiện ở trong nước hay ở bên ngoài. Bản thân tôi cùng với anh em được giao tiếp quản Sài Gòn năm 1975, một Sài Gòn nguyên vẹn sau một cuộc chiến tranh như vậy, tôi nghĩ không thể không nói đến vai trò của các lực lượng chính trị đối lập với Mỹ – Thiệu, có quan hệ với chính phủ Dương Văn Minh lúc bấy giờ."[1]
- Nguyên Phó Chủ tịch nước Nguyễn Thị Bình thẳng thắn thừa nhận: "Nhiều người ngại nói đến lực lượng thứ ba, nhưng theo tôi, lực lượng này đã có những đóng góp nhất định vào thắng lợi của nhân dân ta".[1]
- Lý Chánh Trung, Phó Chủ tịch Ủy ban Mặt trận Tổ quốc Việt Nam Thành phố Hồ Chí Minh: "Lực lượng hay Thành phần thứ ba chỉ là một khát vọng hơn là một thực lực thực tế. Tổ chức vỏn vẹn có vài trăm người. Nhóm người đó mở ra mọi phía và đón nhận nhiều ảnh hưởng. Vì thế họ không có một ý thức hệ chính xác nào."[5]